# オノヤ
株式会社オノヤとは、住宅リフォーム事業・不動産事業・インテリア事業を主とする日本の企業である。デザインリフォーム、大規模リフォーム、中古住宅・中古マンションリノベーションを得意としている。業界初のリフォームと同時に、家具インテリアまでを提案している。本社は福島県須賀川市。福島県・宮城県で8つのショールームを展開している。

## 概要
1935年に、馬車タイヤ自動車部品販売「オノヤ商会」として創業。その後、赤外線塗装・電気部品販売、石炭、セメント壁材・タイルの卸売、住宅設備機器の販売を経て、1998年に「リフォーム事業部」を立ち上げた。当時としては珍しい「体感型ショールーム」を開設し、実際に使えるキッチン・お風呂を展示。2009年からは、中古住宅をリノベーションする新しい住まいの買い方を提案するため不動産事業部を立ち上げた。さらに、2011年には、建物だけをリフォーム・リノベーションするのではなく、快適な住まいをつくるために、家具インテリアを提案できるようインテリア事業部を開設。
2018年には、水廻りリフォームに特化した「ラクイエ事業部」を開設した。また2018年には東京へ進出し、マンションリノベーションの金額がたったの30秒で分かるリノベーションサービス「ラクリノ」を立ち上げている。
2017年に、屋号「オノヤリフォーム倶楽部」を「ONOYA」へ変更し、「ONOYA」という新業態の確立を目指している。
2015年からは、住まいに関する情報を提供するウェブメディア「リフォペディア」を運営。
リフォーム事業部・不動産事業部・インテリア事業部・ラクイエ事業部・ラクリノ事業部・資材販売事業部・本部からなる。2019年7月現在。
就職情報会社のマイナビ（東京）が発表した2020年春に卒業予定の大学生・大学院生の就職人気企業ランキングにて、東北第5位に入った。昨年度の17位から急浮上した。

## 沿革
- 1935年（昭和10年）
  - 5月 - オノヤ商会創業 - 馬車タイヤ自動車部品販売開始
- 1950年（昭和25年）
  - 10月 - 株式会社オノヤ商会を設立 - 赤外線塗装・電気部品販売、石炭の販売開始
- 1970年（昭和45年）
  - "新生"株式会社オノヤ商会を開店
  - 現在の事業の基礎となるセメント壁材・タイルの卸売販売開始
- 1972年（昭和47年）
  - 松下電工の代理店となり、住宅設備機器の販売部門を併設
- 1996年（平成8年）
  - 国道4号線沿に、新店舗オープン 株式会社オノヤへ改名
- 1998年（平成10年）
  - リフォーム事業部「リフォーム倶楽部」立ち上げ
- 2002年（平成14年）
  - リフォーム倶楽部 郡山営業所を開設
- 2004年（平成16年）
  - リフォーム倶楽部 郡山ショールーム開設
- 2005年（平成17年）
  - 4月 - リフォーム倶楽部 須賀川ショールームリニューアルオープン
- 2006年（平成18年）
  - 10月 - リフォーム倶楽部 白河ショールーム開設
- 2007年（平成19年）
  - リフォーム倶楽部 郡山ショールームリニューアルオープン
- 2008年（平成20年）
  - 10月 - リフォーム倶楽部 福島ショールーム開設
- 2009年（平成21年）
  - 1月
    - グループ企業 オノヤ不動産設立
    - 福島ショールーム内に「中古住宅情報館」開設
- 2010年（平成22年）
  - 6月 - リフォーム倶楽部 須賀川ショールームリニューアルオープン
- 2011年（平成23年）
  - 3月
    - 株式会社オノヤを株式会社オノヤ商会へ社名変更
    - 株式会社オノヤ商会（旧株式会社オノヤオノヤ）よりリフォーム事業部を承継し、株式会社オノヤ設立
- 2011年（平成23年）
  - 6月 - インテリアショップ「MONO-ya」をオープン
- 2011年（平成23年）
  - 11月
    - リフォーム倶楽部 仙台泉ショールーム開設
    - インテリアショップ「MONO-ya仙台泉店」をオープン
- 2013年（平成25年）
  - 6月
    - リフォーム倶楽部 仙台南ショールーム開設
    - インテリアショップ「MONO+」をオープン
- 2014年（平成26年）
  - 9月 - 株式会社オノヤ不動案吸収合併
  - 12月
    - 株式会社オノヤ商会吸収合併
    - 株式会社オノヤ統合
- 2015年（平成27年）
  - 6月 - リフォーム倶楽部 宮城野ショールーム開設
- 2016年（平成28年）
  - 6月
    - 戸建リノベーション「再築の家」サービススタート
    - 中古マンション×定額リノベーション×家具「365リノベ」サービススタート
- 2017年（平成29年）
  - 1月 - 屋号「リフォーム倶楽部」を「ONOYA」へ改名
  - 8月 - インテリアショップ「MONO-ya仙台泉店」閉店
- 2018年（平成30年）
  - 3月 - 東京事務所開設
  - 5月 - ラクイエ「郡山ショールーム」をオープン

## 事業内容
- リフォーム事業部 ONOYA : 住宅リフォーム 企画・設計・施工・現場管理
- 不動産事業部 ONOYA : 土地建物 売買・仲介・買取、新築
- インテリア事業部 MONO-ya・MONO+ : インテリア家具 提案・販売、コントラクト
- 資材販売事業部 オノヤ商会 : 建築資材・住設機器 販売
- ラクイエ事業部 ラクイエ : 住宅リフォーム（水廻りに特化） 企画・設計・施工・現場管理
- ラクリノ事業部 : 住宅リフォーム（水廻りに特化） 企画・設計・施工・現場管理

## ショールーム所在地と事業部
- ONOYA
  - 仙台泉ショールーム : リフォーム事業部・不動産事業部
  - 宮城野ショールーム : リフォーム事業部・不動産事業部
  - 仙台南ショールーム : リフォーム事業部・不動産事業部・インテリア事業部
  - 福島ショールーム : リフォーム事業部・不動産事業部
  - 郡山ショールーム : リフォーム事業部・不動産事業部
  - 須賀川ショールーム : リフォーム事業部・資材販売事業部・本部
  - 白河ショールーム : リフォーム事業部・インテリア事業部
- ラクイエ
  - 郡山ショールーム : ラクイエ事業部
- ラクリノ
  - 東京事務所 : ラクリノ事業部

## 展開するサービス・商品
- 中古住宅×リフォーム
  - 再築の家
  - 戸建住宅全面リノベーション
  - 断熱・耐震・省エネ・収納・動線といった性能面に加え、心地よさ、使いやすさ、家具インテリアといったのデザイン面をリノベーションしていく
  - コンセプト「我が家が性能とデザインをプラスしてよみがえる」
  - 実際に築40年前後の中古戸建物件を買取りリノベーションしたモデルハウスを保有
- 365リノベ[4]
  - 中古マンション×定額リノベーション×インテリア
  - 3つ（物件探し・リノベーション・インテリア）まとめて依頼できる
  - 6つのスタイル（単身男性・単身女性・＋ペット・二人・＋Kid・家族）に合わせている
  - 5つのテイスト（SlowCafe・French・Villa・Industria・Simple）から選べる
  - コンセプト「365日、いつだって私らしい暮らし」
  - 実際に築40年前後の中古マンションを買取りリノベーションしたモデルルームを保有
- 建売×リノベ
  - 新築建売住宅をリノベーション
  - 予算的に新築注文住宅は難しい、新築建売住宅ではありきたりすぎてつまらないという方に、新築建売住宅を、少しだけ自分たちらしい内装リノベーションをする新しい住まいの買い方をご提案。
- オノヤデザインリフォームコンテスト[5]
  - ONOYAでリフォームされたお施主様を対象に、デザインリフォームコンテストを毎年開催。リフォーム団体、メーカー主催のデザインリフォームコンテストは、施工会社のみが讃えられるが、実際はリフォームを決断したお施主様が讃えられるべきと考え、2015年から開催。

## コンテスト受賞歴
- 2006年
  - YAMAHAリビングテック「第1回リフォーム選手権」敢闘賞
  - エスビック「エクステリア施工コンテスト」優秀賞
- 2007年
  - 公益財団法人 住宅リフォーム・紛争処理支援センター「第24回住まいのリフォームコンテスト」優秀賞
  - YAMAHAリビングテック「第2回リフォーム選手権」優秀賞
- 2008年
  - National「リフォーム事例コンテスト」グランプリ賞
  - National「リフォーム事例コンテスト」優秀賞
  - YAMAHAリビングテック「第3回リフォーム選手権」最優秀賞
- 2009年
  - INAX「全国プランニングコンテスト」最優秀賞
  - INAX「全国プランニングコンテスト」エコカラット賞
  - YAMAHAリビングテック「第4回リフォーム選手権」敢闘賞
- 2010年
  - 公益財団法人 住宅リフォーム・紛争処理支援センター「第27回住まいのリフォームコンテスト」優秀賞
  - INAX「全国プランニングコンテスト」 特別賞
  - YAMAHAリビングテック「第5回リフォーム選手権」北日本エリア 最優秀賞
  - チューオー「第8回フォトコンテスト」シルバー賞
- 2011年
  - INAX「全国プランニングコンテスト」優秀賞
  - YAMAHAリビングテック「第6回リフォーム選手権」北日本エリア 最優秀賞
  - YAMAHAリビングテック「第6回リフォーム選手権」北日本エリア 優秀賞
- 2012年
  - LIXIL「メンバーズコンテスト2012」敢闘賞 受賞
  - YAMAHAリビングテック「第7回リフォーム選手権」最優秀賞
- 2013年
  - LIXIL「メンバーズコンテスト2013」地域優秀賞 受賞
  - YAMAHAリビングテック「第8回リフォーム選手権」北日本エリア 優秀賞
- 2014年
  - トクラス株式会社「第1回トクラスリフォーム選手権」敢闘賞 受賞
  - トクラス株式会社「第1回トクラスリフォーム選手権」北日本エリア 優秀賞
  - 日本住宅リフォーム産業協会 ジェルコ「2014年リフォームデザインコンテスト」全国（戸建） 新人賞
  - 日本住宅リフォーム産業協会 ジェルコ「2014年リフォームデザインコンテスト」東北支部 優秀賞
  - 日本住宅リフォーム産業協会 ジェルコ「2014年リフォームデザインコンテスト」東北支部 特別賞
- 2015年
  - トクラス株式会社「第2回トクラスリフォーム選手権」敢闘賞 受賞
  - トクラス株式会社「第2回トクラスリフォーム選手権」北日本エリア 最優秀賞
  - トクラス株式会社「第2回トクラスリフォーム選手権」北日本エリア 優秀賞
  - 日本住宅リフォーム産業協会 ジェルコ「2015年リフォームデザインコンテスト」公益財団法人住宅リフォーム・紛争処理支援センター理事長賞
  - 日本住宅リフォーム産業協会 ジェルコ「2015年リフォームデザインコンテスト」全国優秀賞
- 2016年
  - トクラス株式会社「第3回トクラスリフォーム選手権」敢闘賞 受賞
  - トクラス株式会社「第3回トクラスリフォーム選手権」北日本エリア 最優秀賞
  - トクラス株式会社「第3回トクラスリフォーム選手権」北日本エリア 優秀賞
  - 日本住宅リフォーム産業協会 ジェルコ「2016年リフォームデザインコンテスト」全国部門別（戸建） 優秀賞
  - 日本住宅リフォーム産業協会 ジェルコ「2016年リフォームデザインコンテスト」東北支部 最優秀賞
  - 日本住宅リフォーム産業協会 ジェルコ「2016年リフォームデザインコンテスト」東北支部 優秀賞
  - 日本住宅リフォーム産業協会 ジェルコ「2016年リフォームデザインコンテスト」東北支部 特別賞
- 2017年
  - LIXIL「メンバーズコンテスト2017」リフォーム部門 地域優秀賞
  - トクラス株式会社「第4回リフォーム選手権」
  - 日本住宅リフォーム産業協会 ジェルコ「2017年リフォームデザインコンテスト」東北支部 特別賞
- 2018年
  - LIXIL「メンバーズコンテスト2018」東北支部 特別賞
  - LIXIL「メンバーズコンテスト2018」敢闘賞
  - 日本住宅リフォーム産業協会 ジェルコ「2018年リフォームデザインコンテスト」東北支部 優秀賞
  - 日本住宅リフォーム産業協会 ジェルコ「2018年リフォームデザインコンテスト」東北支部 特別賞